# Naravni rezervat kanjona reke Blyde
Naravni rezervat kanjona reke Blyde (ali pokrajinski naravni rezervat kanjona Motlatse) je v gorski regiji zmajevega gorovja (Drakensberg) v vzhodni Mpumalangi v Južni Afriki. Rezervat varuje kanjon reke Blyde, vključno z deli rek Ohrigstad in Blyde ter geološkimi formacijami okoli Bourke's Luck Potholes, kjer se reka Treur izliva v Blyde. Južno od kanjona rezervat sledi grebenu in vključuje Hudičevo in Božje okno, slednje pa je priljubljena razgledna točka na nižino na južnem koncu rezervata.
Masivi Mogologolo (1794 m), Mariepskop (1944 m) in Hebronberg (1767 m) so delno vključeni v rezervat. Nadmorska višina se giblje od 560 m do 1944 m. Njegova letoviška območja so F. H. Odendaal in Swadeni, slednji pa je dostopen le iz province Limpopo. Območje približno 29.000 hektarjev (290 km2) upravlja Upravni odbor za parke Mpumalanga.

## Bourke's Luck Potoni
Ta geološka znamenitost in atrakcija za dnevne obiskovalce, poimenovana po iskalcu zlata Bernardu Thomasu Bourku (bratu Eddieja Bourka), je na sotočju rek Treur in Blyde, na zahodni meji rezervata 24°40′28″S 30°48′39″E / 24.67444°S 30.81083°E. Sedež rezervata za varstvo narave je tukaj, poleg vasi Moremela, v južnem oziroma zgornjem toku kanjona. Bourke's Luck Potoni označujejo začetek kanjona reke Blyde.
Vztrajni vrtinci v potopnih bazenih reke Treur so erodirali številne valjaste luknje ali velikanske kotle, ki jih je mogoče videti s pečin zgoraj. Ime so dobile po lokalnem iskalcu zlata Tomu Bourku, ki je napovedal prisotnost zlata, čeprav ga sam ni našel. Mostovi za pešce povezujejo različne razgledne točke na luknje in sotesko dolvodno.

## Trije rondaveli
Trije rondaveli so trije okrogli, s travo poraščeni gorski izdanki z nekoliko koničastimi vrhovi. Zelo so podobni tradicionalnim okroglim ali ovalnim rondavelom ali afriškim domačijam, ki so narejene iz lokalnih materialov. Včasih jih imenujejo tudi Tri sestre, čeprav jih to lahko zamenja s podobnim trojcem, ki je viden s ceste N1 v Severnem rtu, zelo daleč na jugu.
Imena vrhov spominjajo na poglavarja iz 19. stoletja, Maripija, in tri njegove žene. Vrh z ravnim vrhom, ki meji na rondavele, je Mapjaneng, 'poglavar', ki se ga spominjamo po tem, da se je v nepozabni bitki uprl napadalcem Svazijev. Trije rondaveli so poimenovani po treh njegovih bolj problematičnih ženah – Magabolle, Mogoladikwe in Maseroto. Za rondaveli je morda vidna oddaljena visoka planota Mariepskop. Ob jezu je osamljen hrib Thabaneng, znan kot 'sončna ura' ali 'gora s senco, ki se premika'. Pravijo, da položaj njegove sence kaže na čas dneva.
Ob jasnem dnevu razgledna točka ponuja široke razglede. Od tu se odpira pogled na kanjon do Treh Rondavelov na drugi strani, ki ga na različnih straneh obdajajo rti severnega Zmajevega gorovja.
Nastanek privlačnih sedimentnih formacij je geološko pojasnjen s počasno erozijo podložne mehke kamnine, pri čemer sta izpostavljena bolj odporen kremen in skrilavec, ki tvorita rondavele.

## Božje okno
Božje okno 24°52′28″S 30°53′29″E / 24.87444°S 30.89139°E je priljubljena razgledna točka vzdolž Zmajevega gorovja, na južnem koncu naravnega rezervata.
Tukaj se strme pečine spuščajo več kot 700 metrov globoko v Lowveld. S te strmine – večinoma neprekinjenega nasipa pečin – se odpira razgled na prostranstvo Lowvelda in gozdove, katerih estetika, podobna raju, je spodbudila ime. Ob jasnem dnevu je mogoče videti čez Krugerjev narodni park proti gorovju Lebombo na meji z Mozambikom.
Božje okno ima pomembno vlogo v zgodbi kultnega filma iz leta 1980 Bogovi morajo biti nori. Proti koncu filma se lik grma Xi (igra ga namibijski kmet N!xau) odpravi do Božjega okna in zaradi nizke oblačnosti verjame, da je to konec sveta.
Prvotno okno je skala, ki stoji dlje zadaj na zasebni kmetiji, in zaradi kamnoloma in gojenja dreves te skale, ki je videti kot kvadratno okno, ni bilo mogoče uporabiti. Vlada je lokacijo premaknila na rob strmine.
Razgledna ploščad 24°52′35.8″S 30°53′19.6″E / 24.876611°S 30.888778°E v bližini parkirišča ponuja obsežen razgled po soteski do ravnine spodaj.

## Živalstvo
Na visokih planotah živijo gorska trstikarska antilopa (Redunca fulvorufula), kapski pavijani (Papio ursinus) in skalni pečinarji (Procavia capensis)). Po gozdnatem nižavju se potikajo impala, veliki kudu, črnorepi gnu, elipsasta obvodna antilopa (Kobus ellipsiprymnus) in zebra. V jezu Blyderivierpoort sta prisotna veliki povodni konj in nilski krokodil.
Leta 2014 so v rezervatu in njegovi okolici opisali tri vrste gekonov. Afroedura rondavelica, odkrit leta 1991, je zaenkrat znan le s klifa ene od treh rondavelov, medtem ko je bil gekon Afroedura maripi odkrit leta 1982 v bližnjem Mariepskopu. Gekon Afroedura rupestris se pojavlja pri Bourke's Luck znotraj rezervata.
V reki se pojavljajo eksotične ribe, kot so brancin, potočna postrv in šarenka, zaradi česar se je območje razširjenosti lokalnega Enteromius treurensis zmanjšalo na zgornje porečje rečnega sistema Blyde. Zahvaljujoč ponovni naselitvi po ponovnem odkritju v 1970-ih tukaj zdaj uspeva. Natalski som Amphilius se pojavlja kot izolirana populacija v sistemu reke Limpopo, potok Belvedere pa je edino mesto v sistemu Limpopo, kjer najdemo Barbus argenteus.
Afriški jezerec in Podica senegalensis sta vzdolž reke Blyde. V nizkih gozdovih živijo turako Gallirex porphyreolophus, smaragdna kukavica (Chrysococcyx cupreus), ščinkavec Spermestes bicolor, zlatorepa žolna (Campethera abingoni), gorgeous bushshrike, sova Ptilopsis leucotis in številne ptice ujede, kot so belohrbti jastreb (Gyps africanus), afriški lunj (Polyboroides typus), orel Circaetus pectoralis, Wahlbergov orel (Hieraaetus wahlbergi) in orel Lophaetus occipitalis. V gorah in pečinah se zadržuje veliko število ujed, vključno s kapskim jastrebom (Gyps coprotheres), črnim orlom (Ictinaetus malaiensis), Buteo rufofuscus, sokolom selcem, južnim sokolom in skalna postovka (Falco rupicolus).
Med pticami, ki živijo na cvetočih rastlinah višjih pobočij, sta Promerops gurneyi in Nectarinia famosa'. V travnatih višavjih se pojavlja gnezditvena kolonija klavžarjev, poleg majhnega števila kapskih sov Bubo capensis in vrabcev Accipiter rufiventris.

## Rastlinstvo
Rastlinstvo rezervata je razvrščeno v ekoregijo severovzhodnega visokogorskega Sourvelda Zmajevega gorovja, območje, ki je nagnjeno k požarom zaradi strel. Njegova zelo raznolika flora je posledica razlik v nadmorski višini in količini padavin (od 541 mm do 2776 mm letno) ter skrajnosti v geologiji in pedologiji. Topografsko je kompleksen z različnimi habitati, ki vključujejo travnate planote, mokrišča in območja z gobami, travnata pobočja, afromontanski gozd, obvodni gozd, vlažne gozdove, suhe gozdove in grmičevje. Njegovi štirje tipi veldov so afromontanski gozd, severovzhodno gorsko kislo travišče, kislo nizki grmičevje in mešano nizko grmičevje.
Zabeleženih je bilo približno 1000 rastlinskih vrst. To vključuje sagovce, od katerih je Encephalartos cupidus skoraj endemična za rezervat, saj je v njej še vedno približno 200 primerkov. Pojavljajo se različne vrste orhidej, lilij in protej (rodov Protea, Faurea in Leucospermum), vključno s Protea laetans, ki je endemična za kanjon, in Leucospermum saxosum, na katerem je prisotnih približno 30 rastlin. Drevesne praproti rastejo vzdolž ponikalnic v višavju.
Avtohtoni gozd pokriva 2111 ha naravnega rezervata oziroma 7,3 % njegove površine. Ti so razdrobljeni na približno 60 zaplat, velikih med 0,21 ha in 567 ha. Razdeljeni so na dve gozdni združbi, visokogorski vlažni in nizkogorski suhi afromontanski gozd. Višinski gradient je odgovoren za večino njihovih razlik v rastlinskih združbah.

## Splošno območje
Rezervat na vzhodu omejujejo naravna rezervata Mariepskop in slap Klaserie ter gozdno območje Mapulaneng pod Velikim robom. Status narodnega parka je bil obravnavan, če bi se nekatera sosednja območja vključila in njihove gozdarske dejavnosti prenehale.
Poletno bivališče Percyja FitzPatricka in Georgea Fullertona kot prevoznikov v 1880-ih je bilo v taboru Paradise Camp 24°55′24″S 30°52′08″E / 24.92333°S 30.86889°E, približno 6 km južno od Božjega okna, in podobno na robu Velikega roba. V bližini Božjega okna je več slapov, vključno z Berlinskim in Lizbonskim slapom.